# Nordamerikanische und karibische Handballmeisterschaft der Frauen
Die Nordamerikanische und karibische Handballmeisterschaft der Frauen ist ein internationaler Handballwettbewerb für Nationalmannschaften in Nordamerika und der Karibik. Veranstalter ist die Handballkonföderation Nordamerikas und der Karibik (NACHC).
Seit der Austragung 2019 ist jeweils die Siegermannschaft für die Weltmeisterschaft qualifiziert. Zuvor konnten sich die Teams aus Nordamerika und der Karibik für die Panamerikameisterschaft qualifizieren.

## Turniere
| Jahr | Organisator        | Teams | 1. Platz    | 2. Platz           | 3. Platz                | weitere Teilnehmer                                                              |
| ---- | ------------------ | ----- | ----------- | ------------------ | ----------------------- | ------------------------------------------------------------------------------- |
| 2015 | Puerto Rico        | 6     | Kuba        | Mexiko             | Vereinigte Staaten      | Grönland (4.), Martinique (5.), Puerto Rico (6.)                                |
| 2017 | Puerto Rico        | 4     | Puerto Rico | Vereinigte Staaten | Dominikanische Republik | Grönland (4.)                                                                   |
| 2019 | Mexiko             | 7     | Kuba        | Puerto Rico        | Grönland                | Dominikanische Republik (4.), Vereinigte Staaten (5.), Mexiko (6.), Kanada (7.) |
| 2021 | Vereinigte Staaten | 4     | Puerto Rico | Grönland           | Mexiko                  | Vereinigte Staaten (4.)                                                         |
| 2023 | Grönland           | 5     | Grönland    | Kanada             | Mexiko                  | Kuba (4.), Vereinigte Staaten (5.)                                              |
| 2025 | Mexiko             | 5     | Kuba        | Mexiko             | Kanada                  | Vereinigte Staaten (4.), Puerto Rico (5.)                                       |